# 90e corps d'armée
Le 90e corps d'armée (en allemand : LXXXX. Armeekorps) était un corps d'armée de l'armée de terre allemande, la Heer, au sein de la Wehrmacht pendant la Seconde Guerre mondiale.

## Hiérarchie des unités
| Nom          | Nbre d'hommes       | Unités subalternes                | Grade de commandement                 |
| ------------ | ------------------- | --------------------------------- | ------------------------------------- |
| Heeresgruppe | + 300 000           | 2 à + Armeen (Armées)             | Generaloberst ou Generalfeldmarschall |
| Armee        | + 100 000 - 300 000 | 2 à + Armeekorps (Corps d'armées) | General ou Generaloberst              |
| Armeekorps   | + 30 000 - 80 000   | 2 à + Divisionen (Division)       | Generalleutnant ou General            |
| Division     | + 10 000 – 20 000   | 2 à 6 Brigaden (Brigade)          | Generalmajor ou Generalleutnant       |
| Brigade      | + 3 000 – 5 000     | jusqu'à 3 Regimentern (Régiment)  | Oberst ou Generalmajor                |

## Historique
Le commandement du LXXXX. Armeekorps a été créé le 17 novembre 1942 à Rome en Italie à partir du Stab Nehring pour établir et contrôler les têtes de pont de Tunis et de Bizerte en Tunisie.
Il est restructuré dans le 5. Panzerarmee le 8 décembre 1942.
Le Commandement du 90e Corps d'Armée a été remis en place le 19 novembre 1944. Les effectifs du Corps d'armée provenait cette fois du IV. Luftwaffen-Feldkorps.

## Organisation

### Commandants successifs
| Date                               | Grade                    | Commandant      |
| ---------------------------------- | ------------------------ | --------------- |
| 17 novembre 1942 - 8 décembre 1942 | General der Panzertruppe | Walther Nehring |
|                                    | Reformation 1944         |                 |
| 19 novembre 1944 - 8 mai 1945      | General der Flieger      | Erich Petersen  |

### Chef des Generalstabes
| Date                               | Grade            | Commandant   |
| ---------------------------------- | ---------------- | ------------ |
| 17 novembre 1942 - 8 décembre 1942 | Oberst           | Heinz Pomtow |
|                                    | Reformation 1944 |              |
| 19 novembre 1944 - 8 mai 1945      | Oberst i.G.      | Paul Frank   |

### 1. Generalstabsoffizier (Ia)
| Date                                | Grade            | Commandant    |
| ----------------------------------- | ---------------- | ------------- |
| 17 novembre 1942 - 8 décembre 1942  | Major            | Josef Moll    |
|                                     | Reformation 1944 |               |
| 19 novembre 1944 - 15 décembre 1944 | Major i.G.       | Heinz Bagdahn |
| 15 décembre 1944 - 8 mai 1945       | Major i.G.       | Hans Weschky  |

## Théâtres d'opérations
- Italie : 1942
- France : 1944 (Alsace - Moselle)
- Allemagne : 1945 (Thüringen - Erzgebirge)

## Ordre de batailles

### Rattachement d'Armées
| Date        | Armée          | Groupe d'Armées    |
| ----------- | -------------- | ------------------ |
| 1942        |                |                    |
| 17 novembre | Formation      | OB Süd             |
| 1944        |                |                    |
| 19 novembre | 19. Armee      | Heeresgruppe G     |
| 1945        |                |                    |
| 1er janvier | 1. Armee       | Heeresgruppe G     |
| Avril       | 7. Armee       | Heeresgruppe G     |
| Mai         | 4. Panzerarmee | Heeresgruppe Mitte |

### Unités subordonnées
1942
- Stab
- Tête de pont Tunis
  - 3. / Tunis Feld-Bataillon 1
  - Fallschirmjäger-Regiment 5
  - Fallschirmjägerkompanie
  - 14. / Panzergrenadier-Regiment 104
  - Flakbatterie
- Tête de pont Bizerte
  - 1. / Tunis Feld-Bataillon 1
  - 4. / Panzer-Abteilung 190
  - 4. / Artillerie-Regiment 2
  - 5. / Artillerie-Regiment 190
  - Sturmgeschütz-Abteilung 557 (Italien)
  - Panzerjäger-Abteilung 136 (Italien)

26 novembre 1944
- 16e Volks-Grenadier-Division
- 269e Infanterie-Division

31 décembre 1944
- 257e Volks-Grenadier-Division

21 janvier 1945
- 257e Volks-Grenadier-Division
- 6e SS-Gebirgs-Division Nord
- 256e Volks-Grenadier-Division
- 36. Volks-Grenadier-Division

19 février 1945
- 36e Volks-Grenadier-Division
- 6e SS-Gebirgs-Division Nord

1er mars 1945
- 16e Volks-Grenadier-Division
- 36e Volks-Grenadier-Division
- 47e Volks-Grenadier-Division

Troupes de réserve: Wehrkreis VII, puis Wehrkreis XIII.

## Sources
- LXXXX. Armeekorps sur Lexikon-der-wehrmacht.de